# فینال جام اتحادیه فوتبال انگلستان ۲۰۲۰
فینال جام اتحادیه فوتبال انگلستان ۲۰۲۰ (انگلیسی: 2020 EFL Cup Final)، رقابت پایانی جام اتحادیه فوتبال انگلستان در سال ۲۰۲۰ میلادی است که مابین دو تیم استون ویلا و منچستر سیتی در ورزشگاه ومبلی لندن برگزار شده‌است.
این مسابقه که در تاریخ ۱ مارس ۲۰۲۰ انجام شده‌است با نتیجه ۲ بر ۱ به سود تیم منچستر سیتی به پایان رسید.

## مسابقه
| استون ویلا | ۱–۲   | منچستر سیتی                  |
| ---------- | ----- | ---------------------------- |
| ساماتا ۴۱' | گزارش | سرخیو آگوئرو ۲۰' · رودری ۳۰' |